# Theo de Jong
Theo de Jong (Leeuwarden, 1947. augusztus 11. –) 15-szörös holland válogatott, világbajnoki ezüstérmes labdarúgó, középpályás, edző. Fia, Dave de Jong szintén labdarúgó.

## Pályafutása

### A válogatottban
1972 és 1974 között 15 alkalommal szerepelt a holland válogatottban és három gólt szerzett. Tagja volt az 1974-es világbajnokságon ezüstérmet szerzett csapatnak.

## Sikerei, díjai
- Világbajnokság
  - ezüstérmes: 1974 - NSZK
- Holland bajnokság
  - bajnok: 1973–74
- UEFA-kupa
  - győztes: 1973–74

## Statisztika

### Mérkőzései a holland válogatottban
| Hollandia | Hollandia            | Hollandia                        | Hollandia     | Hollandia | Hollandia     | Hollandia     | Hollandia | Hollandia |
| #         | Dátum                | Helyszín                         | Hazai         | Eredmény  | Vendég        | Kiírás        | Gólok     | Esemény   |
| --------- | -------------------- | -------------------------------- | ------------- | --------- | ------------- | ------------- | --------- | --------- |
| 1.        | 1972. február 16.    | Pireusz, Karaiszkákisz Stadion   | Görögország   | 0 – 5     | Hollandia     | barátságos    | -         |           |
| 2.        | 1972. augusztus 30.  | Prága, Stadion Letná             | Csehszlovákia | 1 – 2     | Hollandia     | barátságos    | -         |           |
| 3.        | 1972. november 1.    | Rotterdam, Feijenoord Stadion    | Hollandia     | 9 – 0     | Norvégia      | vb-selejtező  | 1         | 70'       |
| 4.        | 1972. november 19.   | Antwerpen, Bosuilstadion         | Belgium       | 0 – 0     | Hollandia     | vb-selejtező  | -         |           |
| 5.        | 1973. március 28.    | Bécs, Práter Stadion             | Ausztria      | 1 – 0     | Hollandia     | barátságos    | -         |           |
| 6.        | 1973. október 10.    | Rotterdam, Feijenoord Stadion    | Hollandia     | 1 – 1     | Lengyelország | barátságos    | 1         | 32'       |
| 7.        | 1974. március 27.    | Rotterdam, Feijenoord Stadion    | Hollandia     | 1 – 1     | Ausztria      | barátságos    | -         |           |
| 8.        | 1974. június 5.      | Rotterdam, Feijenoord Stadion    | Hollandia     | 0 – 0     | Románia       | barátságos    | -         |           |
| 9.        | 1974. június 19.     | Dortmund, Westfalenstadion (FRG) | Hollandia     | 0 – 0     | Svédország    | vb-csoportkör | -         | 73'       |
| 10.       | 1974. június 23.     | Dortmund, Westfalenstadion (FRG) | Bulgária      | 1 – 4     | Hollandia     | vb-csoportkör | 1         | 79' 87'   |
| 11.       | 1974. július 3.      | Dortmund, Westfalenstadion (FRG) | Brazília      | 0 – 2     | Hollandia     | vb-középdöntő | -         | 67'       |
| 12.       | 1974. július 7.      | München, Olimpiai Stadion        | NSZK          | 2 – 1     | Hollandia     | vb-döntő      | -         | 69'       |
| 13.       | 1974. szeptember 4.  | Stockholm, Råsunda Stadion       | Svédország    | 1 – 5     | Hollandia     | barátságos    | -         |           |
| 14.       | 1974. szeptember 25. | Helsinki, Olimpiai Stadion       | Finnország    | 1 – 3     | Hollandia     | Eb-selejtező  | -         |           |
| 15.       | 1974. október 9.     | Rotterdam, Feijenoord Stadion    | Hollandia     | 1 – 0     | Svájc         | barátságos    | -         |           |
|           | Összesen             |                                  |               | 15        | mérkőzés      |               | 3         | gól       |